# 4583 Луго
4583 Луго (4583 Lugo) — астероїд головного поясу, відкритий 1 вересня 1989 року.
Тіссеранів параметр щодо Юпітера — 3,528.